# Poema-práxis
Poema-práxis é um poema que organiza e monta, uma realidade situada, segundo três condições de ação:
- o ato de compor;
- a área de levantamento da composição;
- o ato de consumir.

Com o manifesto didático intitulado Poema-Praxis, de 1961, mas publicado como posfácio ao livro de poemas Lavra Lavra (Prêmio Jabuti, 1962), Mário Chamie lançou em São Paulo o movimento denominado Instauração Praxis.